# Tansterne
Tansterne – osada w Anglii, w hrabstwie East Riding of Yorkshire. Leży 15 km na północny wschód od miasta Hull i 257 km na północ od Londynu.